# Charlie Magazine
Charlie Magazine was een Belgisch webzine uit Antwerpen met sinds 2015 ook een zesmaandelijks bookzine (boek in tijdschriftvorm). De online- en printredactie bood een taboeloze vrouwelijke blik op de wereld.

## Geschiedenis
In 2014 richtte Jozefien Daelemans een mediaplatform op met echte verhalen over en door echte mensen. Na een carrière bij vrouwenbladen had ze genoeg van gefotoshopte coverdames en lanceerde ze een nieuw kanaal met als baseline Fuck Fake.  Zo kwam redactrice Inke Hutse eind 2014 in een kleine mediastorm na een openhartige getuigenis over het leven van een voltijds werkende alleenstaande moeder.
In maart 2015 werd via crowdfunding 30.000 euro opgehaald om te professionaliseren. In juni 2015 klaagden ze samen met Apache.be de massale papierverspilling van kranten en magazines aan.
Op 9 maart 2017 publiceerde Zwijgen is geen optie (ZIGO) een diepte-interview met Daelemans bij haar thuis. Sindsdien geeft Charlie.be extra ruchtbaarheid aan de wereldverbeteraars die op dit platform werden geïnterviewd. Sinds 2017 kunnen via het collectief Studio Charlie redacteurs worden geboekt als spreker. Op 8 mei 2019 werd Daelemans een tweede keer bevraagd in het ZIGO-interview "The future is female".
Op 17 december 2019 maakte de redactie bekend dat ze alle activiteiten, ook online, zou stoppen.